# Gaspar Ramos
Gaspar Ramos – portugalski rugbysta, czterokrotny reprezentant Portugalii w rugby union mężczyzn.
Jego pierwszym meczem w reprezentacji było spotkanie z Hiszpanią, które zostało rozegrane 26 marca 1967 w Lizbonie. Ostatni raz w reprezentacji zagrał 10 lutego 1974 z Włochami w Lizbonie.